# 巴比·愛德納
巴比·愛德納（英語：Robert Charles Edner，1988年10月5日—）是美國的一位演員、歌手、舞者、饒舌歌手。他首次出道是在1997年，獲得過多次青年藝人獎的提名。